# Enterprise information management
Enterprise Information Management is een methodiek die is gericht op het invullen van informatiebehoeften die ontstaan door de doelen die een organisatie zichzelf stelt. Informatiebehoefte refereert hierbij specifiek aan de behoefte van informatie- of kenniswerkers. Enterprise Information Management heeft tot doel het rendement van informatie te verhogen. 
Enterprise Information Management is gestoeld op twee belangrijke aannames:
1. Informatie is een productiemiddel dat een bepaalde waarde vertegenwoordigt. Het laten renderen van deze waarde kan bijdragen aan de positie van een organisatie.
2. Door de toename van Internet, mobiel Internet, sociale netwerken en andere vormen van communicatie wordt de wereld om ons heen steeds transparanter. Fysieke afstanden worden beslecht door effectieve en efficiënte vormen van online communiceren. Het succes van organisaties wordt niet bepaald door de manier waarop deze in staat is bedrijfsgeheimen af te schermen, maar door de mate waarin organisaties medewerkers de mogelijkheid biedt om te excelleren door slimmer en beter gebruik te maken van informatie.

Op een meer technisch niveau is Enterprise Information Management de benaming voor het vakgebied dat de kennisgebieden Business Intelligence en Enterprise Content Management combineert. Enterprise Information Management (EIM) gaat nog een stap verder in het organiseren van informatie dan Business Intelligence (Data Warehousing) en Enterprise Content Management al doen. Deze vakgebieden organiseren respectievelijk gestructureerde informatie (data) en ongestructureerde informatie (content), en zijn er op gericht verzuilde informatiebronnen te vervangen door enkelvoudige bronnen waardoor informatie beter beschikbaar komt. Echter, doordat Business Intelligence en Enterprise Content Management zelf afzonderlijke oplossingen bieden, bestaan er nog altijd twee informatiesilo's, waardoor er nog steeds beperkingen zijn in het beschikbaar stellen van bedrijfsinformatie. 

## Oplossingsrichtingen
In de markt zijn twee duidelijke oplossingsrichtingen waar te nemen voor EIM. De eerste (en momenteel meest toegepaste) is die waarin er een aparte ontsluitingslaag wordt gelegd over beide suboplossingen (BI en ECM). De komst van Microsoft Sharepoint 2007 heeft met het Information Worker paradigma een versnelling teweeggebracht in de acceptatie van dit soort oplossingen. Information Workers moeten vanuit hun dagelijkse werkzaamheden toegang hebben tot zowel data als content, zolang de hen toebedeelde rechten dit mogelijk maken. Portaal oplossingen bieden mogelijkheden tot het organiseren van die toegang tot de betreffende subsystemen, inclusief het bijbehorende rechtenbeheer. Ook ontstaan er mogelijkheden om op portaal-niveau online samen te werken met andere information workers (collaboration, zie collaboration software) rondom informatieproducten. Ook kunnen processen waarin de informatie een rol speelt, worden georganiseerd en gecontroleerd (Business Process Management).
De andere oplossingsrichting is die waarbij de grote platformleveranciers zelf geïntegreerde oplossingen aanbieden voor zowel BI als ECM. De praktijk leert dat platformleveranciers als Oracle, IBM, Microsoft en EMC deze stap wel aan het zetten zijn, maar hierin nog een lange weg te gaan hebben. Vanuit hun achtergrond dekken ze ieder een groot deel van het EIM portfolio af, maar op deelgebieden zoals security, analytics of process management missen essentiële componenten. Met name analistenfirma Gartner volgt de ontwikkelingen op dit gebied en de vorderingen van de leveranciers.